# 갈색왜성
갈색왜성(褐色矮星, brown dwarf)은 제일 무거운 가스행성과 가장 가벼운 항성 사이 질량 범위에 존재하는 아항성 천체이다. 그 질량 범위는 최소 목성질량의 13배(약 2.5×1028 kg)에서 최대 약 75~80배(대략 1.5×1029 kg) 사이이다. 이 범위의 바로 아래 천체는 준갈색왜성(떠돌이 행성으로 불릴 때도 있다.)이며, 바로 위는 가장 가벼운 적색왜성이다. 갈색왜성은 내부가 화학적으로 분화되거나 여러 층을 이루지 않고, 전부 대류층으로 되어 있을 것이다.
주계열상의 항성들과는 달리 갈색왜성은 질량이 작아서 중심핵에서 일반적인 경수소(1H)를 헬륨으로 핵융합할 수 없다. 그러나 갈색왜성의 질량이 목성의 13배가 넘으면 중수소(2H)를, 65배가 넘어가면 리튬(7Li)을 핵융합할 수 있다고 여겨진다. 다만 상기 임계질량값은 논쟁의 대상이다. 갈색왜성을 생성과정과 핵융합 반응 중 어느 쪽에 기준하여 정의할 것인지도 논의되고 있다.
항성과 마찬가지로 갈색왜성은 분광형에 따라 M, L, T, Y형으로 분류한다. 이름과는 달리 갈색왜성들은 분광형에 따라 색이 다르다. 갈색왜성 다수는 인간의 눈에 자홍색 혹은 오렌지색이나 빨간색으로 보인다. 갈색왜성은 가시광선 파장대에서 그다지 밝게 보이지 않는다.
갈색왜성을 공전하는 것으로 알려진 행성들로 2M1207b, MOA-2007-BLG-192Lb, 2MASS J044144b 등이 있다. 알려진 갈색왜성 중 지구에서 가장 가까운 것은 약 6.5 광년 떨어져 있는 루만 16(Luhman 16)이다. 루만 16은 2013년 발견되었으며 갈색왜성 둘로 이루어진 쌍성계이다. 2017년 12월 기준 NASA 외계행성 저장소에 따르면 HR 2562 b는 발견된 외계행성 중 가장 무거운 천체로, 그 질량은 행성과 갈색왜성을 가르는 '목성질량 13배'의 두 배임에도 행성으로 분류되고 있다.

## 역사

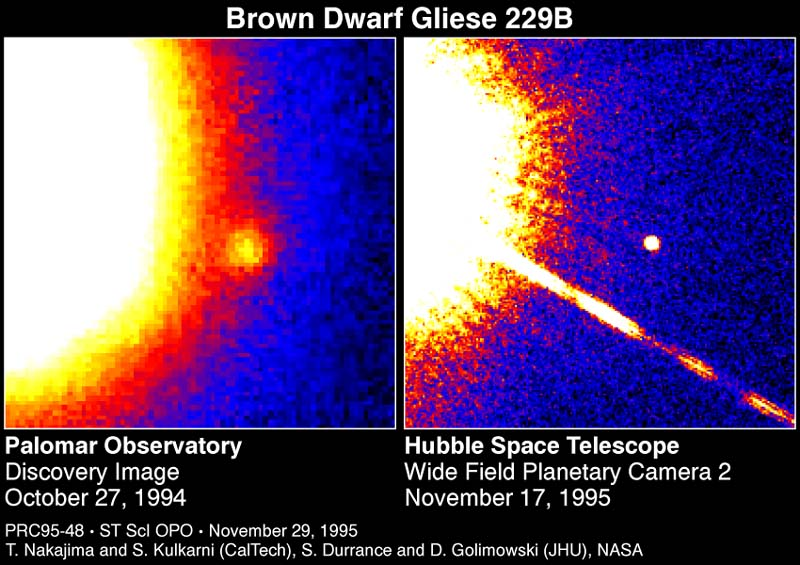
중앙에서 약간 오른쪽에 있는 작은 광점이 글리제 229B로 적색왜성 글리제 229A를 돌고 있다. 질량은 목성의 20~50 배 수준. 이 항성계는 토끼자리 방향으로 지구로부터 약 19 광년 떨어져 있다.

### 초기 이론
현재 '갈색왜성'으로 불리는 천체들은 1960년대 시브 S. 쿠마르가 이론을 세웠다. 처음 명칭은 '흑색왜성'으로, '우주 공간을 자유롭게 떠돌아다니는 어두운 아항성(substar)으로, 질량이 작아 수소 핵융합을 할 수 없는 천체'로 정의했다. 그러나 (가) '흑색왜성'은 차갑게 식은 백색왜성을 일컫는 단어로 이미 쓰이고 있었으며 (나) 적색왜성은 수소 핵융합을 하는데다 (다) 이 천체들은 태어난 후 얼마 동안은 가시광선 파장에서 밝게 보일 수 있다. 이러한 개념상 충돌 때문에 '플래니타'(planetar)나 '아항성'(substar)처럼 이들을 정의하는 다른 명칭들이 제시되었다. 1975년 질 타터는 갈색왜성(brown dwarf) 단어를 제시했다. '갈색'은 대략적인 색채를 뜻한다.
'흑색왜성' 용어는 지금도 '더 이상 막대한 양의 빛을 뿜지 않는 지점까지 냉각된 백색왜성' 뜻으로 쓰이고 있다. 그러나 질량이 가장 작은 백색왜성조차 빛을 발산하지 않는 온도까지 식는 데 걸리는 시간은 현 우주의 나이보다 길기 때문에, 흑색왜성은 아직 존재하지 않는 것으로 보인다.
초저질량 항성의 본질 및 수소연소 한계를 다룬 초창기 이론에서는, 태양질량 7% 미만의 종족 I 천체나 태양질량 9% 미만의 종족 II 천체는 평범한 항성진화 과정을 절대 겪지 않고 완전축퇴 항성으로 진화할 것이라 추측했다. 수소를 태울 수 있는 천체의 최소 질량을 자체 모순 없는 계산식을 이용하여 최초로 구한 값은, 종족 I 천체의 경우 태양질량의 7%에서 8% 사이에 있었다.

### 중수소 융합
1980년대 후반에 태양질량의 1.2% 이상을 만족하는 천체에서 중수소 연소가 가능하다는 것과, 갈색왜성의 차가운 바깥쪽 대기에서 먼지가 생겨날 수 있다는 연구결과가 나왔고, 이 결과들은 그때까지의 갈색왜성 이론들에 의구심을 갖게 만들었다. 그러나 갈색왜성은 가시광선을 거의 뿜지 않기 때문에 찾아내기가 어려웠다. 이런 천체는 적외선 스펙트럼에서 에너지를 제일 강하게 뿜는데, 당시 지상에서 관측하는 적외선 탐지기는 그다지 정확하지 않았기에 갈색왜성을 식별해 낼 수 없었다.
이후 다양한 관측법을 통해 수많은 갈색왜성들이 발견되었다. 대표적인 관측법으로는 시야 내 항성들을 다색촬영법을 이용해 탐사하거나, 주계열성과 백색왜성의 희미한 동반천체를 촬영하여 연구하거나, 젊은 성단을 조사하거나, 근접동반천체의 시선속도를 측정하는 것 등이 있다.

### GD165B와 분광형 L
여러 해 동안 갈색왜성을 찾아내려는 시도들을 했으나 성과가 없었다. 그런데 1988년 백색왜성들을 적외선으로 탐사하던 중, 항성 GD 165의 희미한 동반천체가 발견되었다. 동반천체 GD 165B의 스펙트럼은 매우 붉고 기묘해서 질량 작은 적색왜성이 지닐 것으로 기대했던 특징들을 하나도 보여주지 않았다. GD 165B는 그때까지 알려졌던 가장 온도 낮은 분광형 M형 왜성보다 훨씬 더 차가운 천체로 분류될 필요가 있음이 명백해졌다. 2MASS가 유사한 색과 분광 특질을 보이는 천체들을 다수 발견하기 전까지 거의 10년 동안 GD 165B는 독특한 존재로 남아 있었다.
현 시점에서 GD 165B는 이른바 'L형 왜성'의 원형으로 알려져 있다.
GD 165B를 발견하고 나서 얼마 후 다른 갈색왜성 후보들이 보고되었다. 그러나 이들 대다수는 자격을 충족하지 못했는데 그 이유는 리튬이 없어서 보통 항성임이 드러났기 때문이었다. 항성은 지니고 있던 리튬을 1억 년 남짓한 시간 내에 다 태우나, 갈색왜성(항성에 근접한 유효온도와 광도를 지니는 부류까지 포함)은 그러지 못한다. 따라서 나이가 1억 년을 넘는 천체의 대기에서 리튬이 검출되면 그 천체는 갈색왜성임이 확실하다.

### 메테인 왜성 글리제229B와 분광형 T
1995년 반론할 여지가 없는 두 아항성급 천체 테이데 1과 글리제 229B가 발견되면서 갈색왜성 연구에는 큰 변화가 일어났다. 이 두 천체에서 670.8 nm 리튬선의 존재가 확인되었는데 후자의 경우 유효온도와 광도가 항성의 범위로부터 넉넉히 벗어나 있었다.
글리제 229B의 근적외선 스펙트럼상 2 마이크로미터에서 메테인 흡수대(帶) 하나가 선명하게 나타났는데, 이 특징은 가스행성 및 토성의 위성 타이탄에서만 관측되었던 것이다. 주계열성의 온도대에서는 메테인 흡수를 관측할 수 없다. 이 발견으로 기존의 L형 왜성보다 더 차가운 새로운 분광형 'T형 왜성' 개념이 정립되었으며, 글리제 229B가 원형별이 되었다.

### 최초의 M 분광형 갈색왜성 테이데 1
최초로 검증된 갈색왜성은 1994년 스페인 천체물리학자 라파엘 레볼로가 이끄는 연구진이 발견했다. 플레이아데스 산개성단 내에서 발견된 이 천체는 이름으로 '테이데 1'을 받았다. 이 연구 논문은 1995년 5월 네이처 지에 제출되었고 동년 9월 14일 발행되었다. 네이처는 해당 호 표지에 다음 문구를 기재했다. "갈색왜성이 공식적으로 발견되었다."
테이데 1은 IAC 팀이 테이데 천문대 소재 80 cm 망원경(IAC 80)을 이용하여 모은 사진들에서 1994년 1월 6일 발견되었으며, 테이데 1의 스펙트럼은 로크 데 로스 무차초스 천문대 소재 4.2 m 윌리엄 허셜 망원경 관측을 통해 1994년 12월 최초로 기록되었다. 이 천체는 젊은 플레이아데스 성단의 구성원이었기 때문에 지구로부터의 거리, 화학적 조성, 나이를 알아낼 수 있었다. 연구팀은 당시 기준으로 가장 진보된 항성 및 아항성 진화 모형을 이용하여 테이데 1의 질량을 목성의 55 ± 15 배로 잡았는데 이는 항성질량의 하한선 아래 값이다. 이 천체는 이후 젊은 갈색왜성을 연구하는 논문에서 기준이 되었다.
이론상으로 목성질량 65배 이하의 갈색왜성은 진화과정 내내 열핵융합으로 리튬을 태울 수 없다. 이 사실은 낮은 광도에 낮은 표면온도를 보이는 아항성을 판별하는 데 사용하는, 리튬 시험의 원칙들 중 하나이다.
1995년 11월 켁 1 망원경이 찍은 고품질 분광자료는 테이데 1이 자신 및 플레이아데스 항성들이 태어난 분자구름에 있던 리튬을 내부에 그대로 갖고 있음을 보여줬으며, 동시에 테이데 1 중심핵에서는 열핵반응이 일어나지 않고 있음이 증명되었다. 이 관측으로 테이데 1이 갈색왜성이라는 사실과, 분광 리튬 시험이 효율적임이 보다 확실해졌다.
발견 후 얼마 동안 테이데 1은 직접 관측을 통해 발견한 태양계 밖 천체들 중 가장 작은 존재라는 지위를 유지했다. 이후 갈색왜성 1800개 이상이 발견되었으며 일부는 인디언자리 엡실론 Ba, Bb나 루만 16처럼 지구로부터 매우 가까운 곳에 있었다. 전자는 지구에서 약 12 광년 떨어져 있으며 중력으로 묶여 있는 갈색왜성 쌍성계이고, 후자는 지구에서 6.5 광년 떨어져 있으며 역시 갈색왜성 둘로 이뤄진 쌍성계이다.

## 이론
항성탄생의 과정은 가스와 먼지로 이루어진 차가운 성간구름이 중력에 의해 붕괴되면서 시작된다. 구름은 수축하면서 켈빈-헬름홀츠 기작에 의해 뜨거워진다. 과정 초반에 수축하는 가스는 빠르게 에너지를 방출하여 붕괴가 지속되게 만든다. 결국 중심부는 충분히 밀집되어 에너지가 밖으로 나가기 힘들게 된다. 붕괴된 구름 중심부의 온도와 밀도는 시간이 지나면서 극적으로 올라가 수축속도를 늦추며, 이 과정은 원시별의 중심핵이 충분히 뜨겁고 조밀해져서 열핵반응이 일어날 때까지 계속된다. 항성 중심부에서 일어나는 열핵융합반응으로 가스압과 복사압이 발생하여 항성이 중력 때문에 수축하는 것을 막게 되는데, 이렇게 정역학평형이 이루어지고 별은 주계열성으로서 남은 일생 대부분을 수소를 융합하여 헬륨으로 바꾸면서 살게 될 것이다.
그러나 만약 원시별의 질량이 태양의 8% 미만이라면 중심핵에서 일반적인 수소 열핵융합 반응이 일어나지 않는다. 중력수축은 작은 원시별을 그다지 효율적으로 가열시키지 못하며, 중심핵의 온도가 핵융합을 할 수 있는 수준만큼 뜨거워지기 전, 전자가 빼곡하게 뭉쳐 양자 전자축퇴압을 발생시키는 수준까지 밀도가 올라간다. 전형적인 갈색왜성 내부의 밀도, 온도, 압력은 다음과 같을 것이다.
- {\displaystyle 10\,\mathrm {g/cm^{3}} \,\lesssim \,\rho _{c}\,\lesssim \,10^{3}\,\mathrm {{g}/{cm^{3}}} }
- {\displaystyle T_{c}\lesssim 3\times 10^{6}\,\mathrm {K} }
- {\displaystyle P_{c}\sim 10^{5}\,\mathrm {Mbar} .}

이 조건을 만족하는 원시별은 질량이 크지 않고 밀도가 높지 않아 수소융합을 유지하는 데 필요한 조건에 이르지 못할 것임을 알 수 있다. 전자축퇴압은 유입되는 물질이 수소융합에 필요한 밀도와 압력에 이르는 것을 방해한다.
중력수축은 더 이상 일어나지 않으며, 원시별은 내부 열에너지를 단순히 밖으로 뿜어내면서 식어가는 '실패한 별' 또는 갈색왜성이 된다.

### 고질량 갈색왜성 vs 저질량 항성
리튬은 보통 갈색왜성에 존재하며 저질량 항성에는 없다. 수소 핵융합이 가능할 정도로 뜨거운 항성은 가지고 있던 리튬을 빠르게 고갈시킨다. 리튬-7과 양성자 하나가 융합하면 헬륨-4 원자핵 두 개가 생겨난다. 이 리튬 연소 반응에 필요한 온도는 수소 핵융합에 필요한 온도보다 약간 낮다. 저질량 항성의 대류 작용은 항성 내부 전체에 있는 리튬을 종국적으로 고갈시킨다. 따라서 갈색왜성 후보의 스펙트럼에 리튬 선이 나타난다는 것은 그 천체가 항성 바로 아래 질량 천체임이 확실하다는 뜻이다.

### 리튬 시험
리튬을 이용하여 갈색왜성 후보들을 저질량 항성과 구별하는 것을 보통 '리튬 시험'이라고 부른다. 이 방법은 라파엘 레볼로, 에두아르도 마틴, 안토니오 마가주가 창안했다.
리튬 시험이 완벽한 것은 아니다. 리튬은 태어난 지 얼마 되지 않아 갖고 있는 리튬을 아직 다 태우지 않은 항성에서 검출될 수 있다. 태양처럼 좀 더 무거운 항성에서도 리튬이 바깥쪽 층에 존재할 수 있는데 이는 해당 층이 리튬을 태울 정도로 뜨겁지 않은데다 항성의 대류층이 리튬이 빠르게 고갈되는 중심핵과 섞이지 않기 때문이다. 이렇게 큰 항성은 크기와 광도로 갈색왜성과 쉽게 구별할 수 있다. 반대로 갈색왜성 중 질량 최상위 무리(목성질량 65배 이상)에 속하는 것들은 나이가 5억 년이 안 될 경우 매우 뜨거워 리튬을 태울 수 있다.

#### 대기 중 메테인
나이 많은 갈색왜성들 중 일부는 항성과는 달리 대기가 충분히 차가워서, 매우 긴 시간에 걸쳐 지구에서 관측 가능할 정도로 충분한 양의 메테인을 대기 중에 모을 수 있다. 이 메테인은 보다 뜨거운 천체들에서는 생성될 수 없다. 이런 상태에 있는 대표적인 갈색왜성으로 글리제 229B를 들 수 있다.

#### 철의 비
주계열성은 식어도 최종적으로는 최소복사광도를 만족하기에 지속적으로 핵융합을 할 수 있다. 갈색왜성은 일생에 걸쳐 식으면서 어두워지는데 나이를 많이 먹은 갈색왜성은 너무 어두워서 관측하기가 어렵게 될 것이다.
'철이 비 형태로 내리는 것'은 왜성 대기의 대류 과정 중 일부로, 오직 갈색왜성에서만 가능하며 질량 작은 항성에서는 일어나지 않는 현상일 것이다. '철의 비'에 대한 분광학 연구는 지금도 진행 중이지만 모든 갈색왜성이 이런 이례적인 대기 상태를 언제까지나 유지하지는 않을 것이다. 2013년 루만 16 항성계의 동반천체 B를 촬영, 대기에 철을 포함한 여러 물질이 섞여 있음을 밝혀냈다.

### 저질량 갈색왜성 vs 고질량 행성

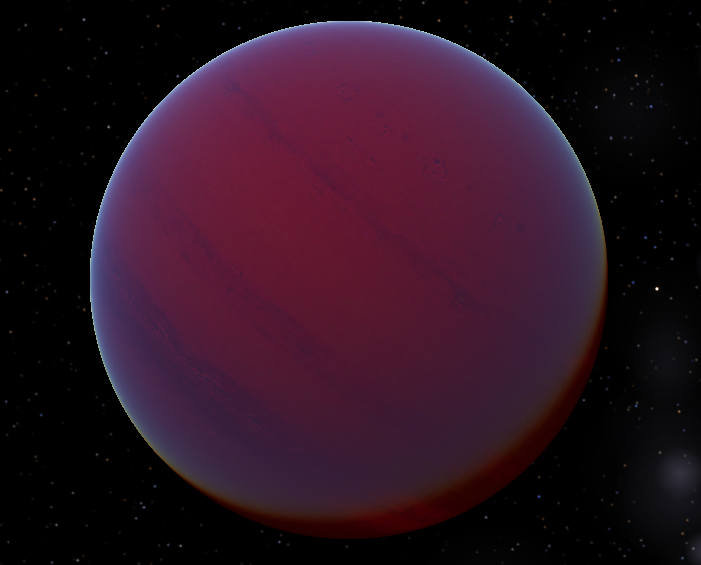
항성 HD 29587의 동반천체인 갈색왜성 HD 29587 b의 개념도. b의 질량은 목성의 약 55배이다.

항성처럼 갈색왜성은 홀로 태어나거나 다른 항성 가까이에서 생겨날 수 있다. 다른 점이라면 이들은 항성과는 달리 질량이 작아 '불이 붙지 않는다'. 일부 갈색왜성은 항성을 공전하며, 행성처럼 타원형 공전궤도를 그릴 수 있다.

#### 크기 및 핵융합의 모호함
갈색왜성들은 대충 목성과 반지름이 비슷하다. 질량 상한선 범위(목성 질량의 60~90배)에서 어떤 갈색왜성 하나의 부피는 백색왜성과 마찬가지로 주로 전자 축퇴압에 의해 지배받는다. 반면 질량 하한선(목성 질량의 10배)에서의 부피는 행성처럼 주로 쿨롱 압력에 의해 결정된다. 그 결과 갈색왜성의 반지름은 가능한 질량 범위 전체에 걸쳐 고작 10~15% 정도 편차를 보이며 이 때문에 갈색왜성을 행성과 구별하기 힘들어진다.
덧붙여 갈색왜성 다수에서는 핵융합 작용이 일어나지 않는다. 목성질량 13배 이하 왜성들은 차가워서 중수소를 융합할 수 없으며, 목성질량 60배 정도의 아주 무거운 왜성들조차 빠르게 식기 때문에 탄생 후 1천만 년이 지나면 핵융합을 할 수 없게 된다.

#### 열 스펙트럼
엑스선과 적외선 스펙트럼은 숨길 수 없는 갈색왜성의 징표들이다. 일부는 엑스선을 방출하는 반면, '따뜻한' 갈색왜성 전부는 행성 비슷한 온도(1000 켈빈 이하)로 떨어질 때까지 적색 및 적외선 스펙트럼에서 지속적으로 강하게 빛난다.
가스행성에 갈색왜성의 특징 중 일부가 나타난다. 태양처럼 목성, 토성은 둘 다 조성물 대부분이 수소와 헬륨이다. 태양계의 가스행성 넷 중 셋(목성, 토성, 해왕성)은 태양으로부터 받은 열보다 훨씬 많은(최대로 약 2배까지) 열을 방출하며, 천왕성까지 포함한 네 행성 전부 각자만의 '미니 행성계'를 거느리고 있다.

#### 현재 IAU의 기준
현재 국제천문연맹은 중수소를 열핵융합할 수 있는 최소질량인 목성질량 13배를 갈색왜성의 질량 하한선으로 인식하고 있으며, 이보다 질량이 작은 천체(항성이나 항성잔해를 도는 경우)는 행성으로 취급한다.
목성질량 13배 하한선은 정교한 물리적 의미라기보다는 주먹구구식 수치라 할 수 있다. 이 선보다 무거운 천체들은 갖고 있던 중수소 대부분을 태울 것이며 가벼운 천체들은 극히 일부만을 태울 것인데, 목성질량 13배는 두 무리의 질량 사이 어딘가에 있다. 열핵융합에 쓰이는 중수소의 양은 천체에 헬륨과 중수소 등 물질이 존재하는 양 및 중원소가 차지하는 비율에 따라 어느 정도 결정된다. 중원소 함량은 대기의 불투명도와 방사성 냉각 비율을 결정한다.
Extrasolar Planets Encyclopaedia(외계행성 백과사전)는 목성질량 25배 천체들까지 목록에 포함하고 있으며 Exoplanet Data Explorer(외계행성 자료 탐색기)는 행성 상한선을 목성질량 24배까지로 설정하고 있다.

#### 준갈색왜성

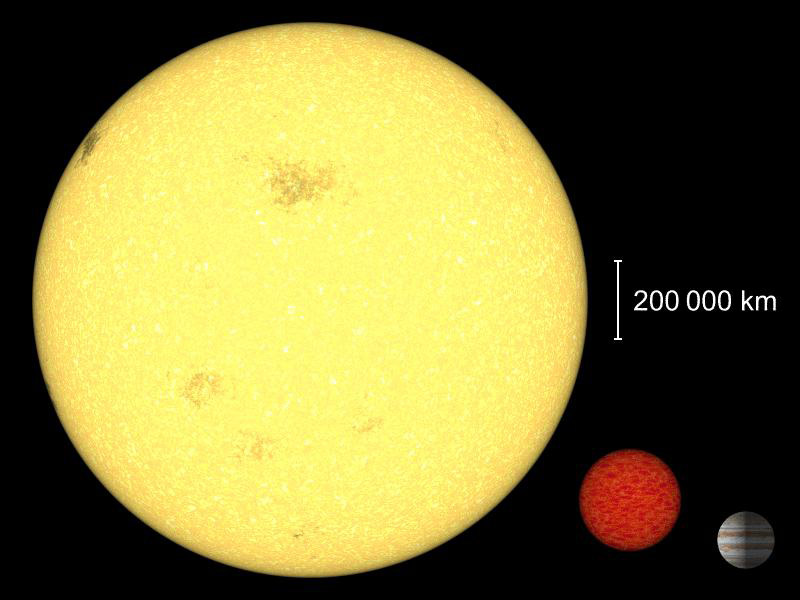
태양, 젊은 준갈색왜성(가운데), 목성의 크기를 비교한 그림. 준갈색왜성은 나이를 먹으면서 점차 식고 쭈그러들어 덩치가 작아지게 된다.

준갈색왜성 또는 행성질량 갈색왜성으로 불리는 천체들은 항성 및 갈색왜성과 같은 방식(가스 구름의 붕괴)으로 태어나지만, 질량이 중수소가 열핵융합을 일으키는 데 필요한 최솟값인 목성질량 13배보다 작다.
과학자들 중 일부는 이들을 자유부유행성(free-floating planets)으로 부르기도 한다.

## 관측

### 갈색왜성의 분광형

#### 분광형 M

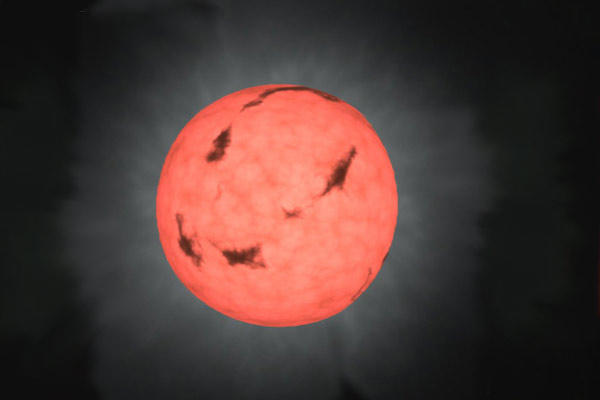
차가운 M형 왜성의 상상화.

이들은 분광형 M6.5 혹은 그보다 차가운 갈색왜성으로 '차가운 M형 왜성'으로도 불린다. 천문학자들 중 일부는 이들을 적색왜성으로도 분류할 수 있다고 본다.

#### 분광형 L

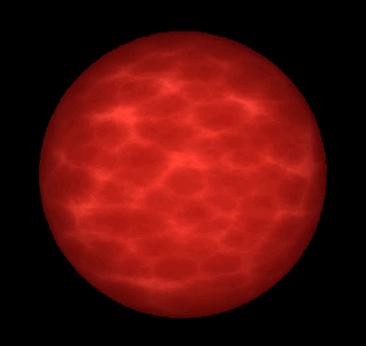
L형 왜성의 상상화.

주계열 항성의 분광형 중 가장 차가운 M형의 특질은 산화 타이타늄(II)(TiO)과 산화 바나듐(II)(VO) 분자의 흡수대가 강렬하게 나타나는 광학 스펙트럼이라 할 수 있다. 그러나 백색왜성 GD 165의 차가운 동반천체 GD 165B에는 위 M형 왜성의 TiO 특질이 전혀 나타나지 않는다. GD 165B와 같은 천체들이 이후 다수 발견되면서 새로운 분광형 L형 왜성이 정의되었다. L형 스펙트럼에서 붉게 보이는 영역은 금속산화물(TiO, VO)의 흡수대가 아니라, 금속수소화물(FeH, CrH, MgH, CaH)의 휘선대 및 뚜렷한 알칼리 금속(NaI, KI, CsI, RbI)의 원자선들로 정의된다. 2013년 기준으로 등록된 L형 왜성은 900개 이상이며 이들 중 대부분은 2MASS, DENIS, SDSS 등 광역탐사로 발견되었다. 이 분광형에 갈색왜성만 속해 있는 것은 아니며, 목성질량의 80배가 넘어가는 주계열성 중 분광형 L2나 L3처럼 차가운 별도 있다.

#### 분광형 T

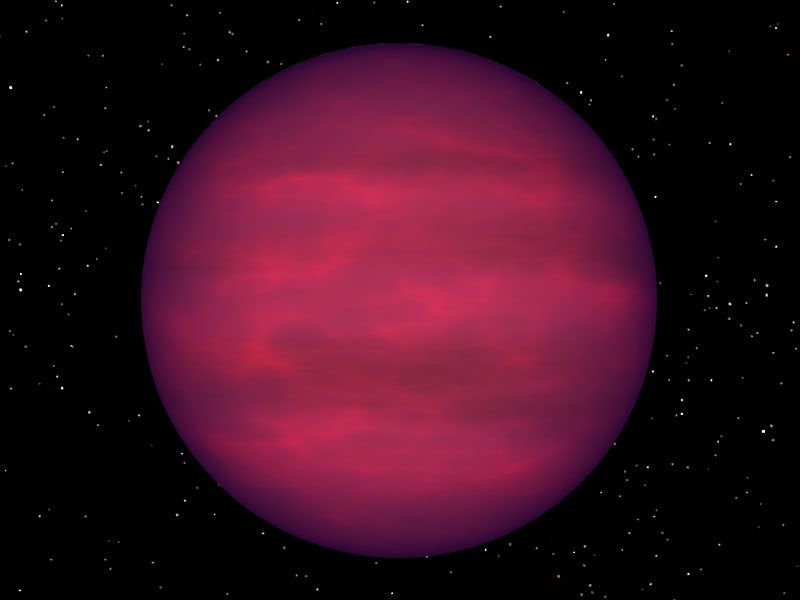
T형 왜성의 상상화.

GD 165B가 L형 왜성의 원형별인 것과 마찬가지로 두 번째로 등장한 분광형인 T형 왜성의 원형별은 글리제 229B라 할 수 있다. L형 왜성의 근적외선 스펙트럼을 H2O와 일산화탄소의 흡수대(帶)가 압도하는 것과는 달리 글리제 229B의 스펙트럼에는 태양계의 가스행성이나 타이탄에서만 발견되는 메테인(CH4)의 흡수대가 뚜렷하게 나타난다. 글리제 229B의 색은 CH4, H2O, 분자수소(H2)의 충돌유도흡수(CIA)로 인해 푸른 근적외선 색을 보여준다. 이 천체의 가파르게 경사지고 붉은 광학 스펙트럼에는 L형 왜성을 상징하는 FeH, CrH 띠가 없으며 대신 알칼리 금속 나트륨과 칼륨에서 나오는 넓은 흡수선들이 나타난다. 커크패트릭은 이 차이들로부터 'H-와 K-대 CH4 흡수'가 나타나는 T 분광형을 제안했다. 2013년 기준으로 등록된 T형 왜성은 355개이다. Adam Burgasser와 Tom Geballe는 T형 왜성의 근적외선 분류계획을 만들었다. 이론상 L형에는 초저질량 항성과 아항성 천체(갈색왜성)가 섞여 있지만 T형에는 갈색왜성만 속해 있다. T형 왜성 스펙트럼 중 초록색 부분에서 나트륨과 칼륨의 흡수가 일어나기 때문에 사람의 눈에 보이는 T형 왜성의 실제 색은 갈색이 아니라 자홍색이다. WISE 0316+4307과 같이 지구에서 100 광년 떨어져 있는 T형 갈색왜성들이 발견된 바 있다.

#### 분광형 Y

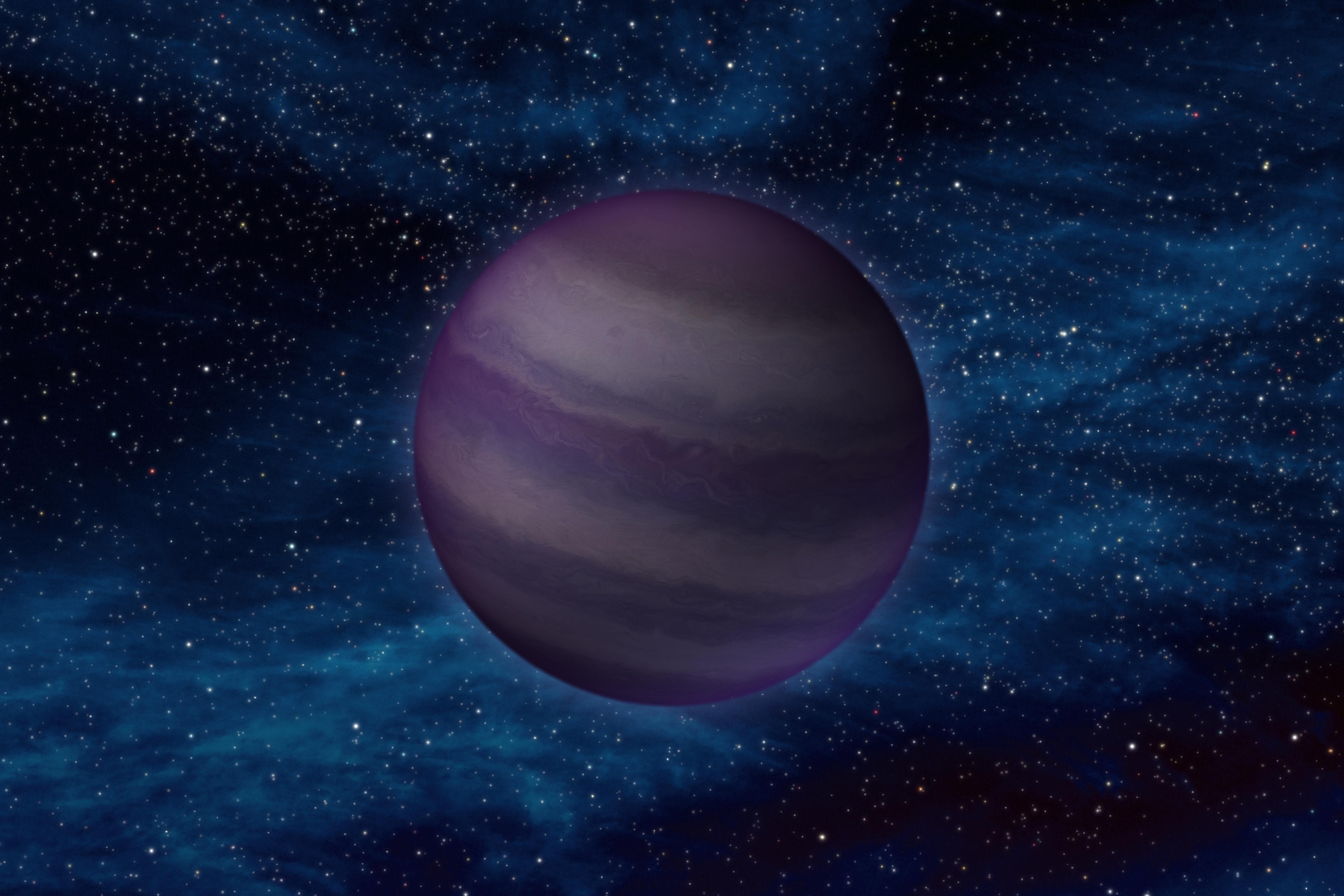
Y형 왜성의 상상화.

Y형 왜성으로 부를 수 있는 천체들이 존재하는지에 대해 논란이 있다. 이들은 T형 왜성보다 훨씬 차가울 것으로 예상된다. 이 분광형은 모형화는 되었으나 아직 제대로 정의된 스펙트럼 계열이나 원형 별은 없다.
2009년 당시 기준으로 가장 차가운 갈색왜성들의 유효온도가 500 ~ 600 켈빈으로 측정되어 분광형 T9를 받았다. 여기에 해당되는 사례는 CFBDS J005910.90-011401.3, ULAS J133553.45+113005.2, ULAS J003402.77−005206.7 세 천체가 있었다. 이 천체들의 스펙트럼은 1.55 마이크로미터 근처에서 흡수 피크가 형성된다. Delorme 연구진은 이 특징이 암모니아에 의한 흡수 때문이며, 이를 T형에서 Y형으로 전이되는 것으로 받아들여서 이런 천체들에 분광형 Y0을 부여해야 한다고 주장했다. 그러나 상기 특징은 물과 메테인에 의한 흡수와 구별하기 어려우며 Y0 분광형을 부여하는 것은 시기상조라는 주장도 나왔다.
2010년 4월 새로 발견된 극저온 준갈색행성 두 개(UGPS 0722-05, SDWFS 1433+35)를 Y0 분광형의 원형별로 삼아야 한다는 주장이 나왔다.
2011년 2월 루만 연구진은 지구에서 가까운 백색왜성의 '갈색왜성' 동반천체를 발견했다. 이 천체의 온도는 300 켈빈에 질량은 목성의 7배 수준이었다. 로드리게스 연구진은 이 천체가 행성급 질량임에도 불구하고 평범한 행성들과 같은 과정을 거쳐 태어나지는 않은 것 같다고 주장했다.
상기 발표 후 얼마 지나지 않아 Liu 연구진은 또다른 초저질량 갈색왜성을 도는 '아주 차가운'(대략 370 켈빈) 천체 CFBDS J1458+10B를 발견했으며 "낮은 광도, 이례적인 색, 낮은 온도로 볼 때 이 천체는 가설화된 Y 분광형의 유력한 후보이다."라고 주장했다.
2011년 8월 NASA의 광역적외선탐사위성(WISE)으로부터 얻은 자료를 이용한 과학자들은 'Y형 왜성' 여섯 개를 발견했는데, 이들의 온도는 인간의 체온과 비슷한 수준이었다.

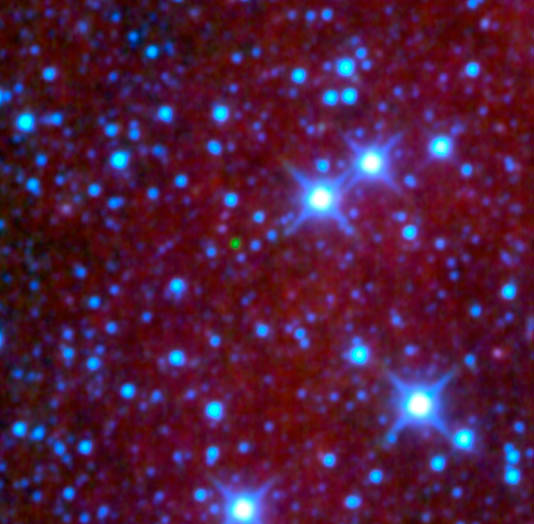
WISE 0458+6434는 WISE가 최초로 발견한 극저온 갈색왜성(초록색 점)이다. 사진의 초록색과 파란색은 적외선 파장을 눈에 보이는 색들로 바꿔 놓은 것이다.

WISE의 자료로부터 새로운 갈색왜성 수백 개가 발견되었다. 이들 중 Y형 왜성으로 분류된 천체는 14개였다. Y형 왜성 중 하나인 WISE 1828+2650은 2011년 8월 기준으로 가장 차가운 갈색왜성 기록의 보유자였고 가시광선을 전혀 발산하지 않는다. 이런 천체 유형은 항성보다는 자유부유행성에 보다 가깝다. WISE 1828+2650은 원래는 대기온도가 300 켈빈보다 차가운 것으로 측정되었다. 참고로 실온의 상한선은 298 켈빈(섭씨 25도)이다. 이 천체의 온도 예측치는 이후 250 ~ 400 켈빈(섭씨 −23 ~ 127도) 사이로 수정되었다.
2014년 4월 천문학자들은 WISE 0855−0714의 예상 온도 범위를 225 ~ 260 켈빈(섭씨 −48 ~ −13도)으로, 질량은 목성의 3 ~ 10배로 예측했다. 이 천체의 시차 역시 평범하지 않아 계산된 지구로부터의 거리는 7.2 ± 0.7 광년에 불과했다.
2019년 WISE 카탈로그를 조사하여 갈색왜성 CWISEP J1935-1546을 발견했다. 이 천체의 온도는 매우 차가운 갈색왜성의 반열에 들어갈 수준으로 그 값은 270 ~ 360 켈빈이다.

### 갈색왜성의 분광형 및 대기 특징
L, T형 왜성에서 방출되는 플럭스 대부분은 근적외선 범위인 1~2.5 마이크로미터에 있다. '차가운 M', L, T형 왜성들은 온도가 낮고 시간이 지나면서 식기 때문에, 중성원자 종류들의 상대적으로 좁은 선부터 분자물질의 넓은 띠까지 다양한 종류의 근적외선 스펙트럼을 보여준다. 이 스펙트럼들 모두는 온도, 중력, 금속함량에 각각 다른 의존도를 보인다. 게다가 이처럼 낮은 온도 조건에서는 가스가 응축되어 낟알 구조(grains)가 되기 쉬워진다.
갈색왜성의 일반적인 대기 온도 범위는 최고 2200 ~ 최저 750 켈빈에 걸쳐 있다. 내부에서 지속적으로 핵융합을 일으켜 스스로를 가열시킬 수 있는 항성과는 달리 갈색왜성은 시간이 지나면서 빠르게 식는다. 다만 질량이 클수록 식는 속도는 느려진다.

### 관측 기술

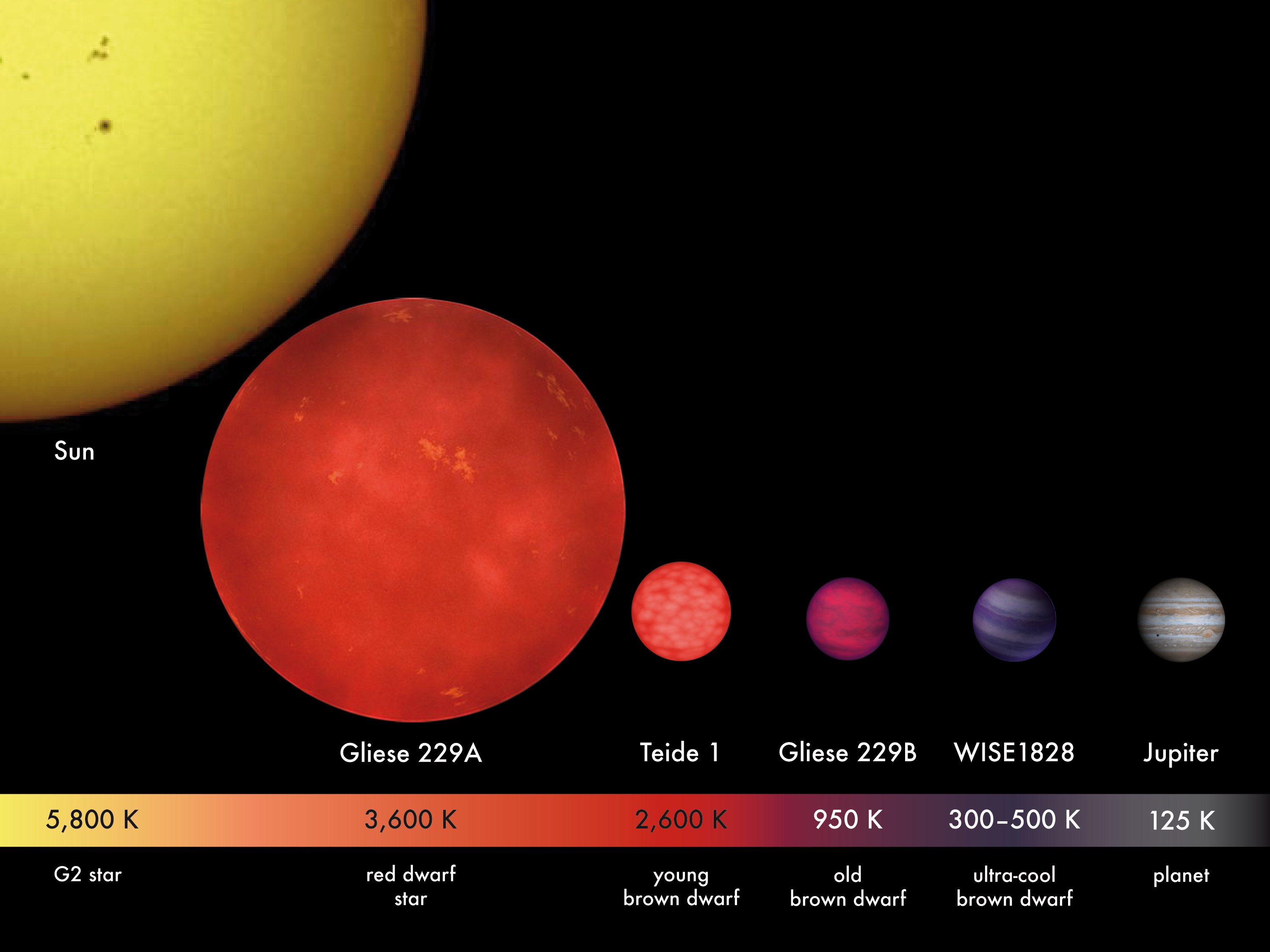
갈색왜성 테이데 1, 글리제 229B, WISE 1828+2650을 적색왜성 글리제 229A, 목성, 태양과 비교한 그림.

코로나그래프는 밝은 항성을 도는 희미한 천체를 식별하는 데 최근 들어 사용되고 있다. 글리제 229B는 이 방법으로 발견한 대표적인 갈색왜성이다.
CCD를 장착한 고성능 망원경은 멀리 떨어진 성단 내에서 희미한 천체를 찾아내는 데 쓰이고 있다. 이 방법으로 발견한 대표적인 천체가 테이데 1이다.
광각탐사(Wide-field search)를 이용, 어두우면서 독립적으로 존재하는 천체들이 발견되었다. 케일루-1은 이 방법으로 찾아낸 천체로 지구로부터 약 30 광년 떨어져 있다.
갈색왜성은 외계 행성을 찾는 중 자주 발견된다. 외계행성을 찾아내는 방식들은 갈색왜성 탐사에 그대로 활용될 수 있으며, 갈색왜성은 행성보다 훨씬 찾기 쉽다.
갈색왜성들은 강한 자기장을 지니고 있기에 강력한 전파 방출원이 될 수 있다. 아레시보 천문대와 장기선 간섭계에서 수행되는 관측 프로그램에서 이런 천체가 십여 개 발견되었는데, 이들은 이 분광형에 속하는 다른 천체들과 흡사한 자성(磁性)을 띠고 있기 때문에 초저온 왜성이라고도 불린다. 갈색왜성에서 방출되는 전파를 관측하여 이들의 자기장 세기를 직접 측정할 수 있다.

### 이정표
- 1995년: 갈색왜성이 최초로 확인됨. 카나리아 천체물리학연구소의 로크 데 로스 무차초스 천문대에 설치된 CCD를 이용, 플레이아데스 성단 내 M8 분광형의 테이데 1을 발견했다.

메테인 갈색왜성이 최초로 확인됨. 남부 캘리포니아 팔로마 천문대 60인치 반사 망원경에 화상의 품질을 높이기 위해 적응광학 코로나그래프를 사용, 지구로부터 20 광년 거리에 있는 적색왜성 글리제 229A를 공전하는 갈색왜성 글리제 229B를 발견했다. 200인치 헤일 망원경을 이용, 적외선 분광법으로 후속연구를 한 결과 B에 메테인이 풍부함이 밝혀졌다.
- 1998년: 엑스선 방출 갈색왜성이 최초로 발견됨. 카멜레온 I 암흑운 내 M8 분광형 천체 Cha Halpha 1는 복사활동을 하는 차가운 항성들과 비슷한 엑스선원으로 밝혀졌다.
- 1999년 12월 15일: 갈색왜성에서 최초로 엑스선 플레어가 관측됨. 캘리포니아 대학교 연구진은 찬드라 엑스선 관측선을 이용, LP 944-20(목성질량 60배, 16광년 거리)이 2시간에 걸쳐 플레어 현상을 일으키는 것을 발견했다.[51]
- 2000년 7월 27일: 갈색왜성에서 최초로 전파 방출(플레어가 일어났다가 조용해짐)이 관측됨. 학생들로 구성된 연구진은 VLA을 이용, LP 944-20이 전파를 뿜는 것을 발견했다.[52]
- 2014년 4월 25일: 당시 기준으로 지구에서 가장 가까운 갈색왜성이 발견되었다. WISE 0855−0714는 지구로부터 7.2 광년 떨어져 있었고(지구로부터 7번째 가까운 항성계) 유효온도는 섭씨 -48 ~ -13 도 사이였다.[53]

### 엑스선원으로서의 갈색왜성

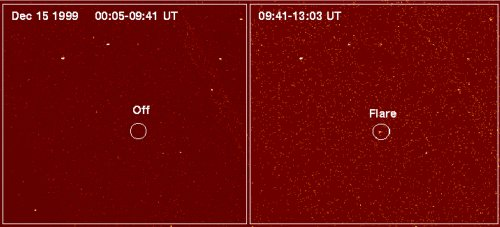
LP 944-20의 플레어 활동 전(왼쪽)과 후(오른쪽)를 비교한 사진. 찬드라 엑스선 관측선 촬영.

1999년 이래 갈색왜성들에서 관측된 엑스선 플레어로부터, 이들이 저질량 항성과 비슷하게 자기장이 변화하고 있음을 추정할 수 있다.
중심부에 강력한 에너지원이 될 핵이 없는 대신 갈색왜성 내부는 빠르게 끓어오르는 대류 상태에 있다. 대류활동은 갈색왜성 대다수에서 나타나는 빠른 자전과 합쳐져서 강력하고 뒤얽혀 있는 자기장이 천체 표면 근처에 발달할 조건을 만든다. 찬드라가 관측한 LP 944-20의 플레어는 항성 표면 아래 격렬하면서 자화(磁化)된 뜨거운 물질이 그 근원일 수 있다. 표면 아래 플레어는 대기로 열을 전도하여 전류가 흘러 낙뢰 비슷한 엑스선 플레어가 만들어지게 할 수 있다. LP 944-20에 플레어가 없는 시기에 엑스선이 발생하지 않는 것 역시 의미있는 결과이다. 플레어가 없을 때 갈색왜성이 지속적으로 생산하는 엑스선의 양은 가장 낮은 한계점을 기록하며, 왜성의 표면온도가 2800 K 밑으로 떨어져 전자적으로 중성이 되면 코로나가 사라짐을 보여준다.
NASA의 찬드라 엑스선 관측선을 이용하여 과학자들은 다중성계 내 질량 작은 갈색왜성에서 엑스선이 나오는 것을 잡아냈다. 이는 어머니 항성(태양과 비슷한 항성들인 TWA 5A)에 가까이 붙은 갈색왜성을 엑스선을 이용하여 분리 식별해 낸 최초 사례이다. 도쿄 주오 대학 츠보이 요코는 엑스선의 출처가 갈색왜성의 섭씨 3백만 도에 이르는 코로나 플라스마이며, 왜성의 질량은 태양의 2%가 안 되지만 엑스선 파장에서는 태양만큼 밝고, 질량 큰 행성들도 젊을 때에는 스스로 엑스선을 발산할 수 있다고 주장했다.

### 전파원으로서의 갈색왜성
갈색왜성은 최대 6 kG에 이르는 위력의 자기장을 지닐 수 있다. 몬테카를로 방법과 갈색왜성의 평균공간밀도에 기초하면 대략 갈색왜성들 중 5~10%가 강력한 자기장이 있어 전파를 발산하며, 태양으로부터 25 파섹 이내에 이런 자기장 갈색왜성이 40개 정도 있으리라 예측된다. 이런 갈색왜성들의 전파방향은 주기적으로 반대로 바뀌는데, 왜성의 자기장이 주기적으로 방향을 바꾸는 것에서 나온 결과로 보인다. 이러한 방향 반전은 태양 주기처럼 갈색왜성의 자기활동 주기가 가져온 결과일 수 있다.

### 최근의 연구 성과
지구에서 카멜레온자리 방향으로 500 광년 떨어져 있는 갈색왜성 Cha 110913-773444 주변에서는 '태양계 축소판'이 생겨나고 있는 중으로 보인다. 펜실베이니아 주립 대학교 소속 천문학자들은 태양계를 만들어낸 것과 유사한 것으로 보이는 가스 및 먼지 원반을 이 천체 주위에서 발견했다. Cha 110913-773444는 당시 기준으로 발견된 갈색왜성들 중 가장 가벼웠으며(목성질량의 8배) 만약 행성계가 형성되어 있다면 이 왜성은 행성계를 거느린 가장 작은 천체가 될 것이다.
최근 갈색왜성 후보 천체들을 관측한 결과 적외선 방출이 밝아졌다가 어두워졌다가 하는 패턴이 감지되었다. 이 현상은 상대적으로 차갑고 불투명한 구름들의 패턴이 뜨거운 내부를 가리고 있으며, 이 구름들이 극심한 바람에 의해 움직임으로서 나오는 것으로 보인다. 이런 천체들의 날씨는 극도로 격렬할 것이며 그 극심함은 목성의 폭풍을 아득히 초월할 것으로 보인다.
2013년 1월 8일 NASA의 허블 및 스피처 망원경을 사용한 천문학자들은 갈색왜성 2MASS J22282889-431026을 탐사하여 당대 기준으로 최고 정교한 갈색왜성의 '날씨지도'를 만들었다. 이 지도는 바람에 의해 움직여 다니는 행성 크기 구름들을 보여준다. 이 연구는 갈색왜성을 넘어 태양계 너머 행성들의 대기에 대한 이해를 넓히는 계기가 되었다.
NASA의 WISE 계획에서 갈색왜성 200개 정도가 발견되었다. 지구 근처 갈색왜성의 밀도는 이전에 생각했던 것보다 높지 않다. 종전에는 항성 하나당 갈색왜성 한 개 꼴로 존재하리라 여겼으나 수정된 비율은 항성 여섯 개당 갈색왜성 한 개 꼴이다.
2017년 8월 출판된 논문에 따르면 NASA 스피처 우주 망원경은 다양한 두께의 구름으로 인해 생기는 적외선의 밝기 편차를 모니터링했다. 관측 결과 거대한 규모의 파장들이 갈색왜성의 대기 중에 퍼져나가는 현상이 발견되었는데, 이는 태양계의 해왕성 및 나머지 가스행성들의 대기와 비슷하다. 이 대기 중 파장들은 구름들의 두께를 조절하고 있으며, 각각 다른 속도로 퍼져나가는데 이 속도 차이는 아마 차등회전 때문에 생겼을 것이다.

## 갈색왜성 주위의 행성

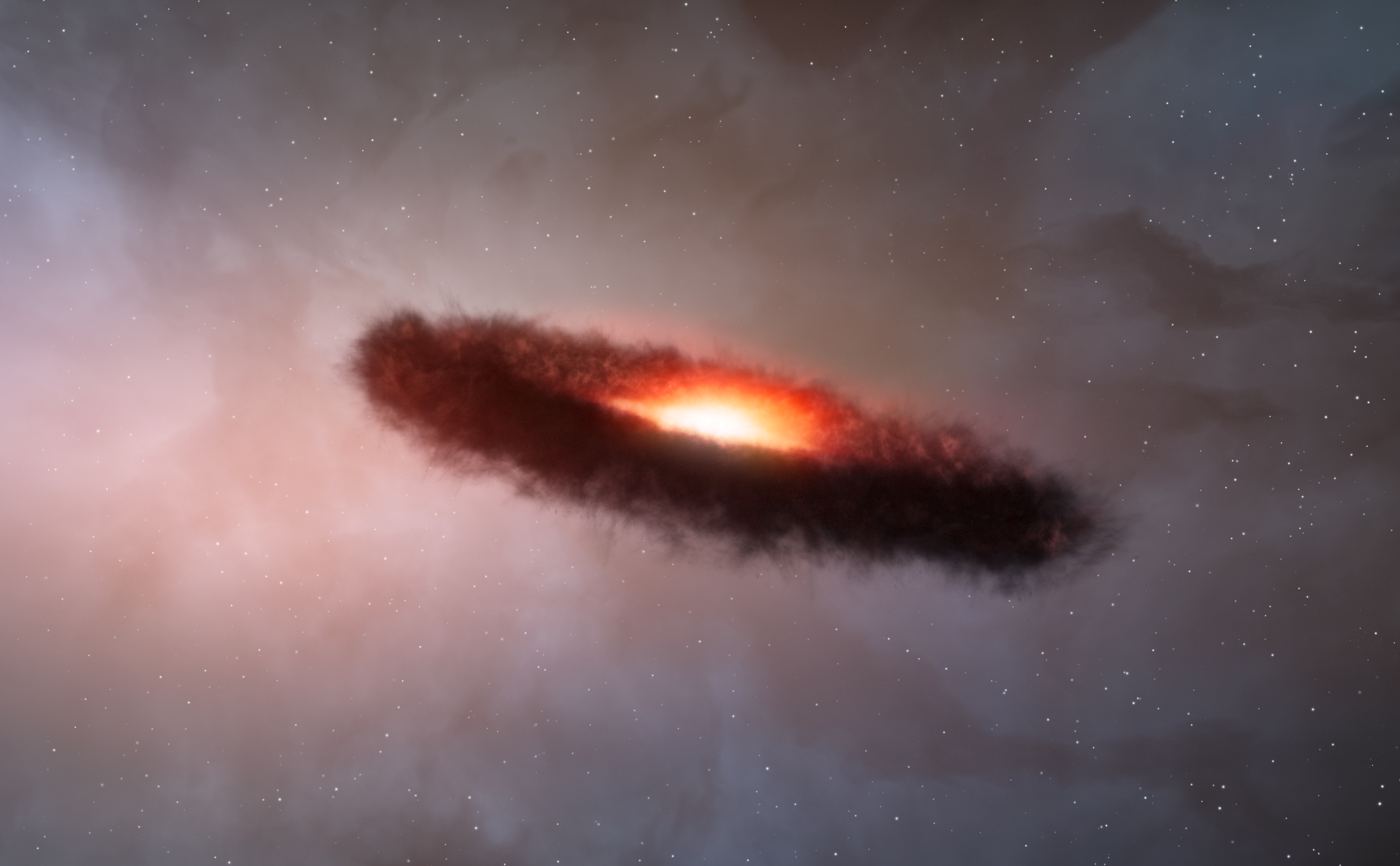
갈색왜성 주위에 먼지와 기체로 이루어진 원반이 둘리어 있는 모습을 상상한 천체 예술가의 작품.

어머니 왜성을 멀리 떨어져 돌고 있는 슈퍼목성급 천체 2M1207b와 2MASS J044144는 강착이 아니라 분자구름 붕괴로 생겨난 것으로 추측되기에 행성이 아니라 준갈색왜성으로 보인다. 이는 상대적으로 큰 질량과 공전궤도로부터 추정한 것이다. 시선속도법으로 갈색왜성 ChaHα8을 도는 질량 작은 동반천체 하나를 발견했는데 이 연구결과는 이후 수 AU 혹은 그보다 짧은 거리에서 갈색왜성을 도는 행성들을 찾는 계기를 마련했다. 그러나 동반천체와 ChaHα8의 질량비는 약 0.3이어서 이 계(系)는 항성-행성이라기보다는 쌍성계와 흡사하다. 이후 2013년 상대적으로 작은 궤도에서 갈색왜성을 도는 행성급 질량 천체 OGLE-2012-BLG-0358L b가 발견되었다. 2015년 OGLE-2013-BLG-0723LBb가 갈색왜성을 도는 암석행성급 질량 천체로서 최초 발견되었다.
갈색왜성 주위 원반은 항성 주위 원반이 지니는 특징 다수를 똑같이 지니고 있었다. 따라서 이런 갈색왜성 주위에서는 물질의 강착으로 행성들이 태어날 것으로 보인다. 갈색왜성 원반의 질량이 작음을 고려하면 행성 대다수는 가스행성이 아니라 암석행성일 것이다. 만약 가스행성이 갈색왜성과 우리 시선방향 사이를 돈다면 이 둘의 지름은 거의 같기에 통과법에 의해 행성을 쉽게 감지할 수 있을 것이다. 갈색왜성 주변의 행성 강착 영역은 왜성과 매우 가까워 조석력이 강한 영향을 미칠 것이다.
갈색왜성 주변 행성들은 물이 없는 탄소행성일 확률이 높아 보인다.
스피처 우주망원경 관측자료에 기반한 2016년 논문에 따르면, 갈색왜성 175개를 조사해야 갈색왜성을 도는 행성 하나를 95% 확률로 발견할 수 있다.

### 생명체 거주 가능성
갈색왜성을 도는 가상 행성에 생명체가 살 가능성은 꾸준히 연구되어 왔다. 갈색왜성이 생명체가 살 수 있는 행성을 거느릴 조건은 매우 까다로운데, 생물권이 원래 좁은데다 시간이 지나 갈색왜성이 식으면서 크기가 더 줄어든다. 가상행성이 어머니 갈색왜성의 강력한 조석력을 회피하려면 공전궤도의 이심률이 극도로 낮아야 할 것이다. 왜성의 조석력은 행성에 온실 효과를 발동시켜 생명체가 살 수 없도록 만들 것이다.

## 주요 갈색왜성 목록
- WD 0137-349 B: 주성의 적색거성 단계를 견뎌낸 것으로 최초 확인된 갈색왜성.[74]
- 1984년 일부 천문학자들은 확인되지 않은 갈색왜성 하나(네메시스로 지칭되기도 함)가 태양을 돌고 있으며, 이 천체는 태양계 주변을 지나가는 항성들과 마찬가지로 오르트 구름과 상호작용할 수 있다고 상정했다. 그러나 이 가설은 기각되었다.[75]

| 기록                                                   | 이름                                | 분광형     | 적경/적위                 | 별자리         | 주석                                                                             |
| ------------------------------------------------------ | ----------------------------------- | ---------- | ------------------------- | -------------- | -------------------------------------------------------------------------------- |
| 최초로 발견                                            | 테이데 1 (플레이아데스 산개성단 내) | M8         | 3h47m18.0s +24°22'31"     | 황소자리       | 1989년, 1994년 촬영                                                              |
| 최초로 코로노그래프 촬영                               | 글리제 229 B                        | T6.5       | 06h10m34.62s −21°51'52.1" | 토끼자리       | 1994년 발견                                                                      |
| 행성급 동반천체를 거느린 것으로 확인된 최초 사례       | 2MASSW J1207334-393254              | M8         | 12h07m33.47s −39°32'54.0" | 센타우루스자리 | 2004년 행성 2M1207b 발견                                                         |
| 먼지원반이 있는 최초 사례                              |                                     |            |                           |                |                                                                                  |
| 쌍극류가 관측된 최초 사례                              |                                     |            |                           |                |                                                                                  |
| 최초 필드 타입(단독천체)                               | 테이데 1                            | M8         | 3h47m18.0s +24°22'31"     | 황소자리       | 1995년                                                                           |
| 평범한 항성의 동반천체로서 최초 발견                   | 글리제 229 B                        | T6.5       | 06h10m34.62s −21°51'52.1" | 토끼자리       | 1995년                                                                           |
| 최초 분광쌍성 갈색왜성                                 | PPL 15 A, B                         | M6.5       |                           | 황소자리       | Basri, Martin. 1999년                                                            |
| 최초 식쌍성 갈색왜성                                   | 2M0535-05                           | M6.5       |                           | 오리온자리     | display-authors=et al. 2006년, 2007년 (거리: ~450 파섹)                          |
| 최초 T 분광형의 쌍성계 갈색왜성                        | 인디언자리 엡실론 Ba, Bb            | T1 + T6    |                           | 인디언자리     | 거리: 3.626 파섹                                                                 |
| 최초 삼중성계 갈색왜성                                 | DENIS-P J020529.0-115925 A/B/C      | L5, L8, T0 | 02h05m29.40s −11°59'29.7" | 고래자리       | display-authors=et al. 1997년                                                    |
| 최초 헤일로 갈색왜성                                   | 2MASS J05325346+8246465             | sdL7       | 05h32m53.46s +82°46'46.5" | 쌍둥이자리     | display-authors=et al. 2003년                                                    |
| 최초 발견된 차가운 M형 분광형                          | 테이데 1                            | M8         | 3h47m18.0s +24°22'31"     | 황소자리       | 1995년                                                                           |
| 최초 발견된 L형 분광형                                 |                                     |            |                           |                |                                                                                  |
| 최초 발견된 T형 분광형                                 | 글리제 229 B                        | T6.5       | 06h10m34.62s −21°51'52.1" | 토끼자리       | 1995년                                                                           |
| 가장 차가운 T형 분광형                                 | ULAS J0034-00                       | T9         |                           | 고래자리       | 2007년                                                                           |
| 최초 발견된 Y형 분광형                                 | CFBDS0059                           | ~Y0        |                           |                | 2008년. 이 천체는 다른 T형 왜성과 매우 흡사하기 때문에 T9형 왜성으로도 분류된다. |
| 최초 발견된 X선 발산 천체                              | Cha Halpha 1                        | M8         |                           | 카멜레온자리   | 1998년                                                                           |
| 최초 발견된 X선 플레어                                 | LP 944-20                           | M9V        | 03h39m35.22s −35°25'44.1" | 화로자리       | 1999년                                                                           |
| 최초로 전파 방출(플레어 뒤 조용해짐)이 관측된 갈색왜성 | LP 944-20                           | M9V        | 03h39m35.22s −35°25'44.1" | 화로자리       | 2000년                                                                           |
| 전파 플레어를 보이는 갈색왜성 중 가장 차가운 천체      | 2MASSI J10475385+2124234            | T6.5       | 10h47m53.85s +21°24'23.4" | 사자자리       | 2.7 mJy 폭발을 일으킴. 표면온도는 900K이다.                                      |
| 오로라가 존재할 가능성이 있는 갈색왜성                 | LSR J1835+3259                      | M8.5       |                           | 거문고자리     | 2015년                                                                           |
| 최초 차동회전이 발견된 갈색왜성                        | TVLM 513-46546                      | M9         | 15h01m08.3s +22°50'02"    | 목동자리       | 적도가 양극보다 0.022 라디안 / 일만큼 더 빠름                                    |

| 기록          | 이름                       | 분광형  | 적경/적위                 | 별자리       | 주석 |
| ------------- | -------------------------- | ------- | ------------------------- | ------------ | --- |
| 최장수        |                            |         |                           |              | |
| 최소나이      |                            |         |                           |              | |
| 최대질량      | SDSS J010448.46+153501.8   | usdL1.5 | 01h04m48.46s +15°35'01.8" | 물고기자리   | 거리: 180~290 파섹, 질량: 목성의 88.5~91.7배. 항성면 통과 갈색왜성계.                                            |
| 중원소 풍부   |                            |         |                           |              | |
| 중원소 희박   | SDSS J010448.46+153501.8   | usdL1.5 | 01h04m48.46s +15°35'01.8" | 물고기자리   | 거리: 180~290 파섹. 금속함량: ~0.004 ZSol. 항성면 통과 갈색왜성계.                                               |
| 최소질량      | OTS 44                     | M9.5    |                           | 카멜레온자리 | 거리: ~550 파섹, 질량: 목성의 11.5~15배.                                                                         |
| 최대반지름    |                            |         |                           |              | |
| 최소반지름    | EBLM J0555-57Ab            | [ 86 ]  |                           |              | |
| 최고 자전속도 | WISEPC J112254.73+255021.5 | T6      | 11h22m54.73s +25°50'21.5" | 사자자리     | 자전속도: 17분, 35분, 52분                                                                                       |
| 최장거리      | WISP 0307-7243             | T4.5    | 03h07m45.12s −72°43'57.5" |              | 거리: 400파섹 |
| 최근거리      | 루만 16                    |         |                           |              | 거리: ~6.5광년                                                                                                   |
| 가장 밝음     | 티가든의 별                | M6.5    |                           |              | jmag=8.4 |
| 가장 어두움   | WISE 1828+2650             | Y2      |                           |              | jmag=23 |
| 가장 뜨거움   |                            |         |                           |              | |
| 가장 차가움   | WISE 0855−0714             |         |                           |              | 온도: −48~−13 C                                                                                                  |
| 최고밀도      | COROT-3b                   |         |                           |              | 지름: 목성의 1.01±0.07배, 질량: 목성의 22배. 항성면 통과 갈색왜성. 표준조건에서 오스뮴보다 근소하게 밀도가 높다. |
| 최저밀도      |                            |         |                           |              | |

## 같이 보기
- 적색 왜성
- 백색 왜성
- 흑색 왜성
- 준갈색 왜성
- 목성형 행성
- 갈색 왜성 목록
- 갈색왜성 사막: 갈색왜성이 동반천체로 생겨날 수 없는, 어떤 항성 주변의 이론상 궤도 범위.

### 상세
- (영어) L, T, Y형 왜성 목록
- Space Telescope Science Institute Neill Reid의 페이지:
  - (영어) M, L, T형 왜성의 분광분석
  - (영어) 저질량 왜성들의 온도와 질량 특질
- (영어) 갈색왜성에서 엑스선 방출이 최초로 관측되다 보관됨 2012-12-06 - archive.today, Spaceref.com, 2000
- (영어) 갈색왜성과 초저온 왜성들 (말기 M형, L형, T형), D. Montes, UCM
- (영어) 거친 날씨: 실패한 별에 내리는 철의 비: 갈색왜성 표면의 충격적인 날씨 패턴을 과학자들이 연구하고 있다, Space.com, 2006